# Vasia
Vasia (en ligur Vàsia) és un comune italià, situat a la regió de la Ligúria i a la província d'Imperia. El 2015 tenia 389 habitants.

## Geografia
Té una superfície de 11,15 km² i les frazioni de Castello, Pantasina, Pianavia i Torretta. Limita amb Borgomaro, Dolcedo, Imperia, Lucinasco, Pontedassio i Prelà.

## Evolució demogràfica
| Gràfica d'evolució de Vasia entre 1861 i 2011 |
|                                               |
| Font: ISTAT                                   |